# Алешо Олександр Гаврилович
Олекса́ндр Гаври́лович Але́шо (* 9 листопада 1890, с. Грушка Балтського повіту на Поділлі — † 4 квітня 1922, м. Київ) — український антрополог та етнограф.

Після закінчення Уманської класичної гімназії (1910) навчався в Київському та Петербурзькому університетах у групі географії та етнографії природничого відділу фізико-математичного факультету.
Учасник низки наукових експедицій Російського антропологічного товариства Київщиною (1911), 1912 — Уралом, Пермською, Уфимською й Оренбурзькою губерніями.
За дорученням Етнографічного відділу Російського Музею Олександра ІІІ здійснював антропологічні дослідження та збирав етнографічні колекції на Херсонщині (1913—1914); учасник наукової експедиції в Малу Азію (1916). У травні 1917 призваний на військову службу, навчався в Павловському військовому училищі.
Співробітник Російського музею (1918). Член Комісії по складанню анкети для етнографічного вивчення населення України; дійсний член Російського Географічного товариства; Комісії по вивченню «племінного» складу населення Росії при Російській АН; Російського антропологічного товариства при Петербурзькому унті та інших. 1918 переїхав до Києва, організував курси Природничого факультету, вечірні курси Українського робітничого клубу, де читав лекції з антропології та етнографії.
Співробітничав з кооперативним видавництвом «Культура», став редактором у «Книгоспілці». З січня 1919 — дійсний член-секретар УНТ у Києві, голова його секції сільськогосподарського народного побуту, голова етнографічної секції Губкопису та редактор «Крайвидава» з антропології, етнографії та історії первісного суспільства. У 1918—1919 обирався головою Музейної секції художньо-промислового відділу Міністерства освіти.
Дослідник спадщини Ф. К. Вовка, засновник Музею антропології та етнології ім. Ф. Вовка при ВУАН (29. III. 1921), автор «Тимчасового статуту музею» (липень 1921). Керуючий (з 2. 11.1921) секцією етнографії Археол. комісії ВУАН.
Захворів на туберкульоз під час майже дворічних поневірянь при перевезенні з Петрограда — за дорученням спільного зібрання УАН та пропозиції Вернадського бібліотеки і колекції свого вчителя Федора Вовка до Києва, від цієї хвороби і помер.

## Твори
- Антропометричні досліди українського населення Уманського і Таращанського повіту на Київщині. — К., 1919.